# Guilherme Luiz
Guilherme Luiz Oliveira da Silva, noto anche come Guilherme Olyver (25 aprile 2005), è un calciatore brasiliano, attaccante del Ceará.

## Carriera
Ha iniziato a giocare a calcio nel Cruzeiro, per poi passare al Boston City Brasil nel 2023, con cui ha esordito nel Campeonato Mineiro Segunda Divisão. Nel gennaio del 2024 ha giocato in prestito al São-Carlense e nel mese di febbraio è passato con la stessa formula al Ceará, dove ha giocato nell'Under-20. Riscattato a fine anno, il 30 gennaio 2025 ha debuttato in prima squadra nell'incontro del Campionato Cearense vinto 1-0 contro l'Iguatu; successivamente nel prosieguo della stagione fa anche il suo esordio nella prima divisione brasiliana.

## Statistiche

### Presenze e reti nei club
Statistiche aggiornate al 17 luglio 2025.
| Stagione        | Squadra            | Campionato      | Campionato | Campionato | Coppe nazionali | Coppe nazionali | Coppe nazionali | Coppe continentali | Coppe continentali | Coppe continentali | Altre coppe | Altre coppe | Altre coppe | Totale | Totale | Totale |
| Stagione        | Squadra            | Comp            | Pres       | Reti       | Comp            | Pres            | Reti            | Comp               | Pres               | Reti               | Comp        | Pres        | Reti        | Pres   | Reti   |        |
| --------------- | ------------------ | --------------- | ---------- | ---------- | --------------- | --------------- | --------------- | ------------------ | ------------------ | ------------------ | ----------- | ----------- | ----------- | ------ | ------ | ------ |
| 2023            | Boston City Brasil | SD/MG           | 1          | 0          | -               | -               | -               | -                  | -                  | -                  | -           | -           | -           | 1      | 0      |        |
| 2025            | Ceará              | PD/CE+A         | 5+5        | 1+0        | CB              | 1               | 0               | -                  | -                  | -                  | CdN         | 3           | 0           | 14     | 1      |        |
| Totale carriera | Totale carriera    | Totale carriera | 11         | 1          |                 | 1               | 0               |                    | -                  | -                  |             | 3           | 0           | 15     | 1      |        |